# Rágóspillefélék
A rágóspillefélék (Micropterigidae) a lepkék (Lepidoptera) rendjébe sorolt állkapcsos molyok (Zeugloptera) alrend egyetlen családja. Másik nevük, az „aranyszárnyú ősmolyok” arra utal, hogy a hagyományos felosztás szerint a molylepkék (Microlepidoptera) közé tartoznak.
Kis termetű lepkék, és a legtöbb fajuk a palearktikus éghajlati övben él – leginkább Eurázsiában, de van néhány fajuk Észak-Amerikában és Ausztráliában is. Elülső szárnypárjuk megnyúlt, kihegyesedik. A hernyók mohában élnek, a lepkék virágporral táplálkoznak, és tavasszal a nappali órákban rajzanak (Mészáros, 2005).
Magyarországon hét fajuk él; ebből a Mátra Múzeum anyagában három faj szerepel.

## Rendszertani felosztásuk
A családot 12 nemre tagolják:
- Agrionympha
- Epimartyria
- Hypomartyria
- Micropardalis
- Micropterix
  - ezüstfoltos ősmoly (Micropterix aruncella Scopoli, 1763)
  - aranyszárnyú ősmoly (Micropterix aureatella Scopoli, 1763)
  - feketefejű ősmoly (Micropterix mansuetella Zeller, 1844)
  - törpe ősmoly (Micropterix calthella L., 1761) – a Szigetközben is előfordul
  - apró ősmoly (Micropterix myrtetella Zeller, 1850)
  - ibolyás ősmoly (Micropterix schaefferi Heath, 1975)
  - vöröses ősmoly (Micropterix tunbergella Fabricius, 1787)
- Neomicropterix
- Palaeomicroides
- Paramartyria
- Parasabatinca
- Sabatinca
- Squamicornia
- Undopterix

## Névváltozatok
- aranyszárnyú ősmolyok[2]